# Бусоа
Бусоа (фр. Boussois) насеље је и општина у североисточној Француској у региону Север-Па д Кале, у департману Север која припада префектури Авне сир Елп.
По подацима из 2011. године у општини је живело 3237 становника, а густина насељености је износила 514,63 становника/km². Општина се простире на површини од 6,29 km². Налази се на средњој надморској висини од 152 метара (максималној 166 m, а минималној 122 m).

## Демографија
| 1962. | 1968. | 1975. | 1982. | 1990. | 1999. | 2011. |
| ----- | ----- | ----- | ----- | ----- | ----- | ----- |
| 3.319 | 3.575 | 3.531 | 3.483 | 3.461 | 3.449 | 3.237 |

График промене броја становника у току последњих година